# Marie Pernicová-Stejskalová
Marie Pernicová-Stejskalová, v matrice Marie Karolína, (29. srpna 1884 Pelhřimov – 23. ledna 1955 Pelhřimov) byla česká spisovatelka a dramatička.

## Životopis
Některé zdroje uvádějí chybně datum narození 29. července. Rodiče Marie: Ludvík Stejskal, učitel na dívčí škole v Pelhřimově č. 59 a Josefa Tekla Stejskalová–Baštová (17. 1. 1854 – 16. 3. 1938 Praha). Sourozenci: Jindřich Ludvík Karel (1879), Ludvík Václav Jindřich (1881), Sylvestra Karolina (1883), Stanislav Josef (1886), Josefa Karolína (1890) a Václav (1892).
Matka Marie Pernicové-Stejskalové byla knihovnice, psala povídky pro děti a mládež, básně. Marie vystoupila z církve 13. 11. 1921. Byla básnířkou, beletristkou a autorkou divadelních her.

## Dílo

### Próza
- Rozhovory s duší (básně v prose) – Marie Pernicová. Pelhřimov: nákladem a tiskem Emila Šprongla, 1920

### Drama
- Ospaleček: dětská veselohra se zpěvy a tanci o čtyřech dějstvích – Marie Pernicová; hudbu složili Kamil Záhejský a František Hásek: Praha: František Švejda, 1914
- O život: Drama mladé duše ve dvou těžkých snech – Marie Pernicová, Pelhřimov: Šprongl, 1920
- Neposlušní rodiče. (Dětská veselohra o 3 aktech) – Marie Pernicová. 1923[1]
- Hodina posvěcení: jednoaktovka (lyrická sloka z dálek) – Marie Pernicová. Pelhřimov: nákladem vlastním, 1923

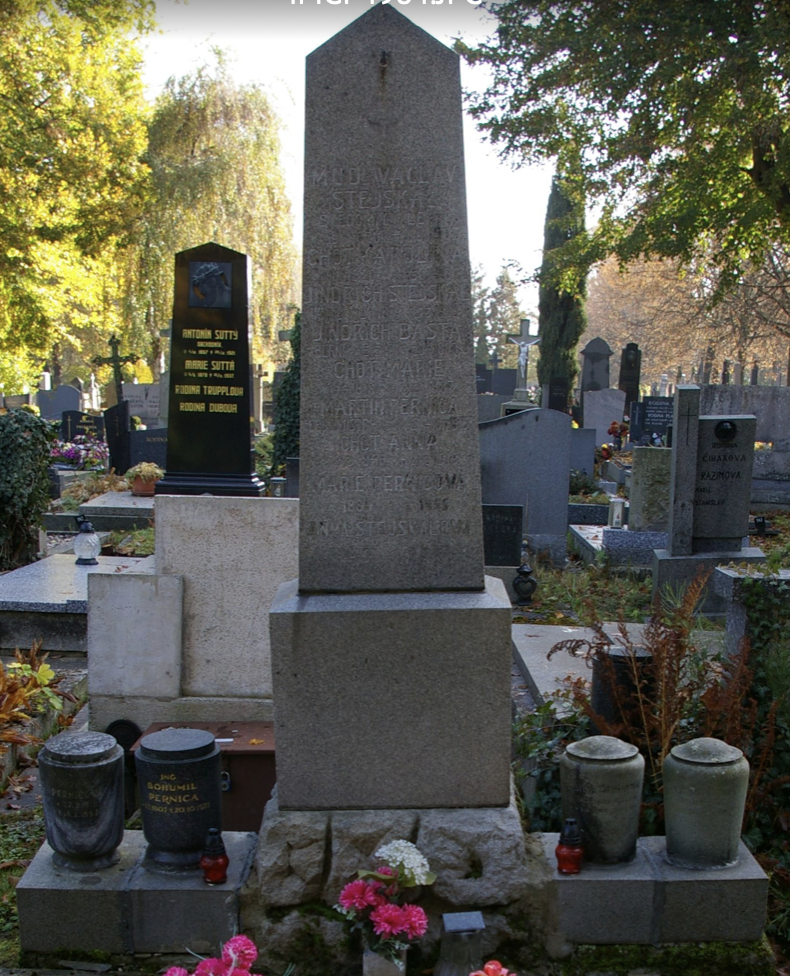
Poslední odpočinek Marie Pernicové Stejskalové v Pelhřimově